# Josep Maria Abella i Batlle
Josep Maria Abella i Batlle, C.M.F. (Lleida, 3 de novembre de 1949) és un missioner claretià al Japó, bisbe auxiliar d'arquebisbat d'Osaka.

## Biografia
Després de completar els estudis de filosofia i teologia a la Facultat de Teologia de la Companyia de Jesús a Sant Cugat del Vallès va ser destinat al Japó. Va fer la primera professió com a Missioner Claretià el 22 d'agost de 1966 i la professió perpètua el 8 de desembre de 1972. Va ser ordenat sacerdot el 12 de juliol de 1975.
Després de la seva ordenació sacerdotal va ocupar-se dels següents serveis pastorals: coadjutor de la parròquia de Midorigaoka a la diòcesi de Nagoya (1975-1977); conseller de la Delegació (1976-1981); director d'asil Uminohoshi a l'arquebisbat d'Osaka (1981-1984); rector de la parròquia de Hirakata a l'arquebisbat d'Osaka (1981-1988); director de la Institució Escolar (1981-1991); director d'Asylum Akenohoshi a la diòcesi de Nagoya (1989-1992).
Entre 1981 i 1992 va ser Superior Major de la Delegació dels Missioners Claretians per a l'Est d'Àsia. El 1991 va rebre el primer encàrrec en el Govern General de la Congregació i va ser elegit Prefecte d'Apostolat. També va ser assessor del moviment de Seglars Claretians. El 2003 el XXIII Capítol General dels Missioner Claretians el va escollir Superior General de la Congregació de Missioners Fills de l'Immaculat Cor de Maria. El 2009 va ser renovat per un segon sexenni. Durant aquest període a Roma va ser membre durant dos mandats de Consell Executiu de la Unión de Superiors Generals (USG) que agrupa les congregacions religioses masculines de tot el món. Va ser escollit per representar els religiosos en tres Sínodes de Bisbes celebrats a Roma: sobre l'Eucaristia (2005), sobre la Paraula de Déu (2008), i sobre de la Nova Evangelització (2012).
Va finalitzat el seu mandat el 2015 i va ser substituït per l'actual Superior Generals dels Missioners Claretians, el pare Mathew Vattamattam. Després d'aquesta etapa va tornar al Japó per residir a la Parròquia de Imaichi, a l'arquebisbat d'Osaka (2015-2016). Des de 2016 és membre del Vicariat Shirokita Foraria i des 2017 és rector de la catedral de l'arquebisbat d'Osaka.
Va ser nomenat bisbe auxiliar d'Osaka juntament amb Paul Toshihiro Sakai pel Papa Francesc el 2 de juny de 2018.